# Katherine Schwarzenegger

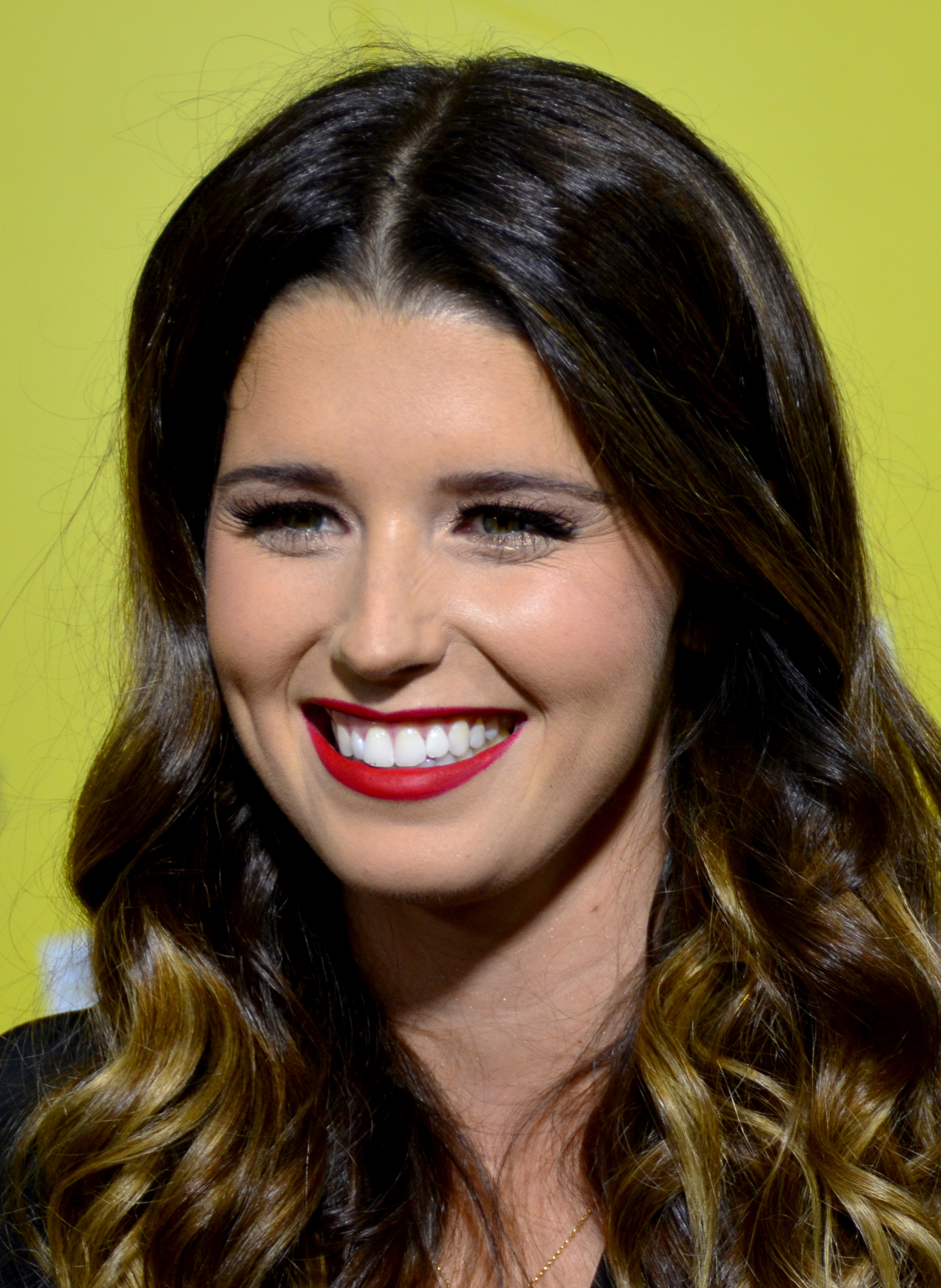
Katherine Schwarzenegger (2015)

Katherine Eunice Schwarzenegger Pratt (geb. Schwarzenegger, * 13. Dezember 1989 in Los Angeles, Kalifornien) ist eine US-amerikanische Autorin und Bloggerin.

## Leben
Sie ist das älteste Kind des Schauspielers und Politikers Arnold Schwarzenegger und der zur Familie Kennedy gehörenden Maria Shriver. Sie ist eine Großnichte von John F. Kennedy. Schwarzenegger Pratt hat eine jüngere Schwester und zwei jüngere Brüder, darunter den Schauspieler Patrick Schwarzenegger. Darüber hinaus hat sie einen Halbbruder aus einer weiteren Beziehung ihres Vaters.
Im Jahr 2010 veröffentlichte sie ihr erstes Buch mit dem Titel Rock What You've Got: Secrets to Loving Your Inner and Outer Beauty from Someone Who's Been There and Back, mit dem sie Frauen zu einem besseren Selbstwertgefühl verhelfen wollte.
Nachdem sie 2012 ihr Studium an der University of Southern California abgeschlossen hatte, war sie unschlüssig über die weitere Lebensplanung. Aus diesem Antrieb heraus sprach sie mit zahlreichen Sportlern, Musikern, Unternehmern und Schauspielern über ihre Karriere. Auf dieser Basis entstand ihr zweites Buch I Just Graduated ... Now What? Honest Answers from Those Who Have Been There, das 2014 bei Crown Archetype erschien.
2017 veröffentlichte Schwarzenegger das Kinderbuch Maverick and Me, über einen von ihr geretteten Hund. Für ihr im März 2020 veröffentlichtes Buch The Gift of Forgiveness: Inspiring Stories from Those Who Have Overcome the Unforgivable interviewte Schwarzenegger unter anderem Sue Klebold, die Mutter eines der beiden Amokläufer an der Columbine High School, und die als Entführungsopfer bekannt gewordene Aktivistin Elizabeth Smart-Gilmour.
Schwarzenegger ist seit Juni 2018 mit dem Schauspieler Chris Pratt liiert, den sie am 8. Juni 2019 heiratete. Im August 2020 wurde das erste Kind des Paares, eine Tochter, geboren, im Mai 2022 kam ihre zweite Tochter zur Welt. Im November 2024 gab das Paar bekannt, nach zwei Töchtern nun einen Sohn bekommen zu haben.

## Werke
- Rock What You've Got: Secrets to Loving Your Inner and Outer Beauty from Someone Who's Been There and Back. Hachette Books, 2010, ISBN 978-1-4013-4143-5.
- I Just Graduated ... Now What? Honest Answers from Those Who Have Been There. Crown Archetype, 2014, ISBN 978-0-385-34720-4.
- Maverick and Me. WorthyKids, 2017, ISBN 978-0-8249-5687-5.
- The Gift of Forgiveness: Inspiring Stories from Those Who Have Overcome the Unforgivable. Pamela Dorman Books, 2020, ISBN 978-1-9848-7825-0.